# Södra Förstadsgatan

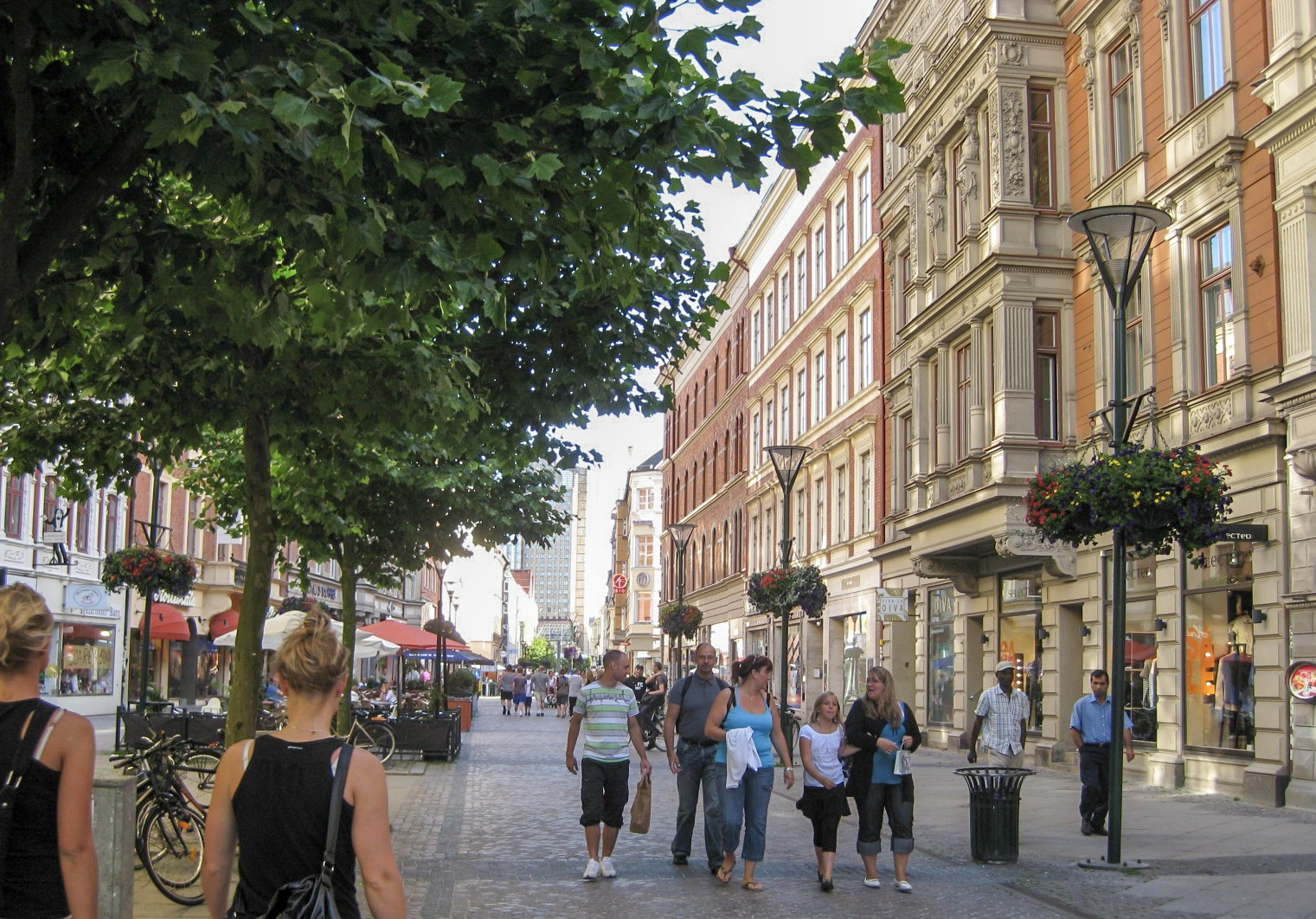
Södra Förstadsgatan 2008.

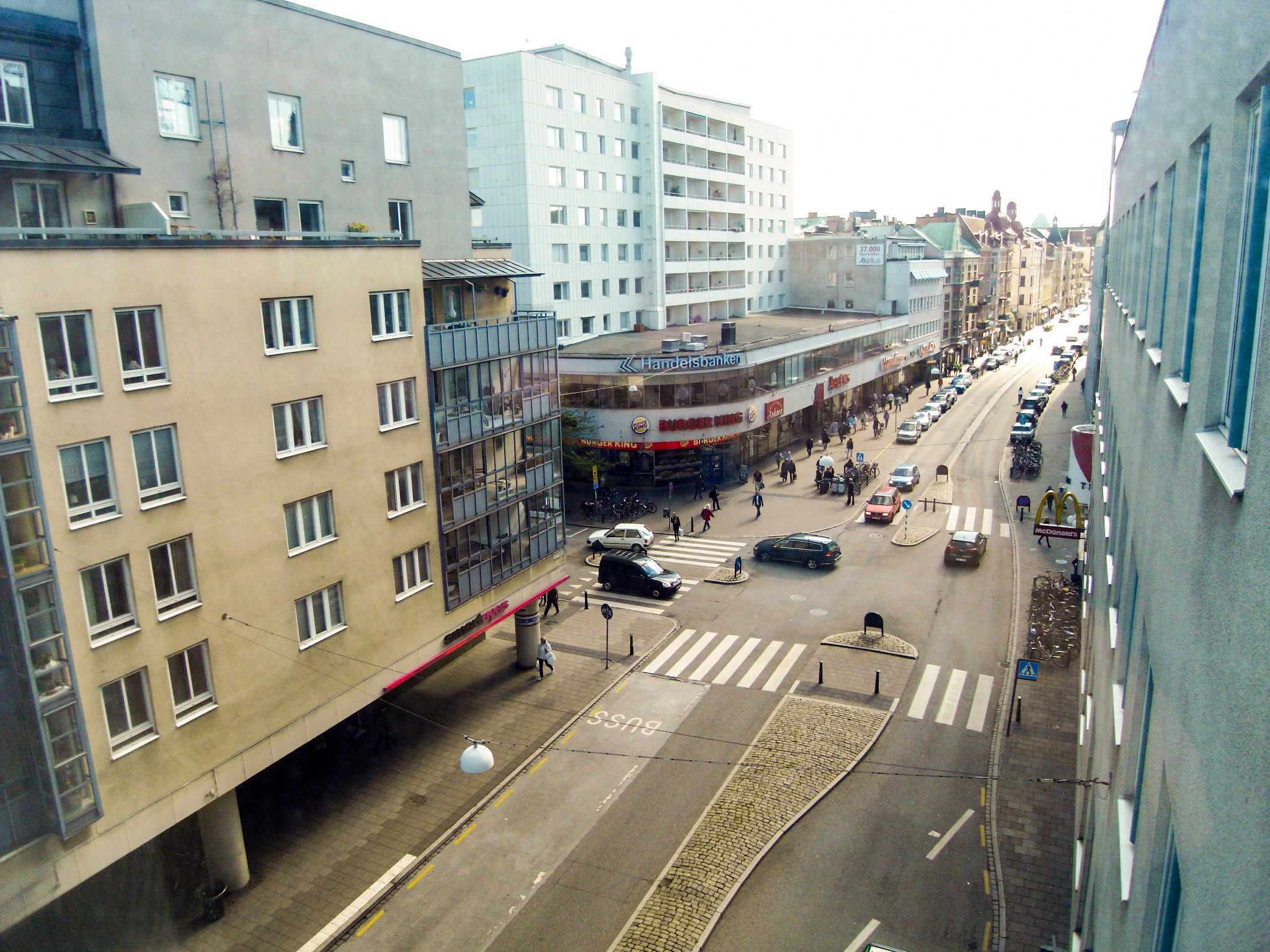
Vy över Södra Förstadsgatan i Triangeln 2013.

Södra Förstadsgatan är en gata i Malmö som sträcker sig från Davidshallsbron till Dalaplan.
Gatusträckningen var sedan medeltiden stadens infartsväg från söder. I mitten av 1800-talet började Södra Förstaden med Kockums Mekaniska Verkstad och Lugnet att växa upp längs vägen. År 1871 tillkom gatunamnet Södra Förstadsgatan, som då avsåg sträckan från Davidshallsbron till nuvarande Södra Fisktorget. År 1887 började gatan trafikeras med hästspårvagnar. År 1906 blev även sträckan ned till nuvarande Dalaplan, som tidigare benämnts Södra Landsvägen, en del av Södra Förstadsgatan. Året därpå började elektriska spårvagnar trafikera hela sträckningen. Gatan var dock förhållandevis smal, vilket gjorde att trafiksituationen tidigt började bli problematisk. Detta resulterade i att spårvägstrafiken lades ned redan år 1936 och ersattes med bussar.
I samband med tillkomsten av det nya hotell- och köpcenterkomplexet vid Triangeln flyttades gatan år 1989 något österut på sträckan Triangeln–Spångatan. Ungefär samtidigt byggdes sträckan Davidshallsbron–Triangeln om till gågata.
Ett av Malmös första konstgallerier, Galerie Colibri, öppnades 1955 av C.O. Hultén, på Södra Förstadsgatan 36. 